# Capitólio Estadual do Maine
O Capitólio Estadual do Maine (em inglês: Maine State House) é a sede do governo do estado do Maine. Localizado na capital, Augusta, foi incluído no registro como Distrito Histórico Nacional em 24 de abril de 1973.